# Тихоокеанская сельдь
Тихоокеа́нская сельдь (лат. Clupea pallasii) — вид лучепёрых рыб семейства сельдевых (Clupeidae). Основные отличия в анатомии между видами: атлантическая сельдь имеет от 56 до 60 позвонков, в то время как у тихоокеанской сельди позвонков не более 55. Тихоокеанская сельдь имеет важнейшее промысловое значение. Добывают Россия, Япония, США. В тихоокеанской сельди иода содержится больше, чем в остальных её типах. Употребляется в пищу в копчёном, консервированном, солёном и малосолёном видах.
Выделяют три подвида:
- тихоокеанская, восточная или малопозвонковая сельдь (C. pallasii pallasii),
- беломорская сельдь (C. pallasii marisalbi)[3]
- чёшскопечорская сельдь (C. pallasii suworowi)[4]. Тихоокеанская сельдь в свою очередь делится на несколько крупных и мелких стад, имеющих свои биологические особенности и отличающихся колебаниями численности.

Тихоокеанская, восточная или малопозвонковая сельдь (лат. C. pallasii pallasii).

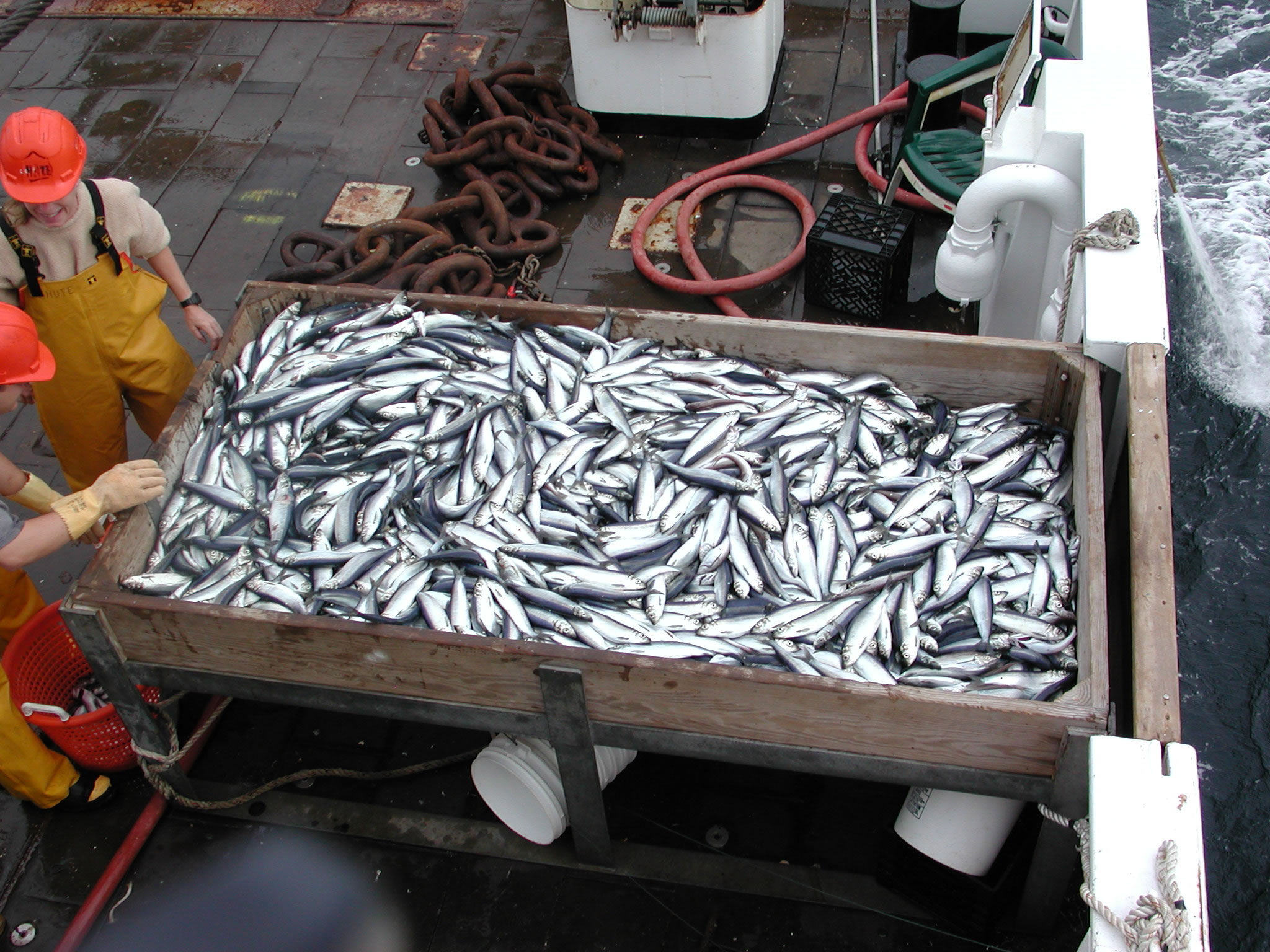

## Биология
Брюшной киль развит слабо и заметен только между брюшным и анальным плавниками. Брюшная полость выстлана чёрной плёнкой. Тихоокеанская сельдь — типично пелагическая стайная рыба, большую часть жизни проводящая в движении в окружении себе подобных. Одиночные особи быстро впадают в состояние стресса, прекращают питаться и быстро гибнут. Жизнь сельди проходит в постоянных коллективных миграциях от мест нагула и зимовки к местам нереста. В ночное время тихоокеанская сельдь впадает в подобие сна, во время которого рыбы рассредотачиваются в разнообразных позах (чаще всего верх брюхом или верх хвостом).
Летом нагуливает вес у берегов. Питается мелким планктоном, основной объект питания — мелкие ракообразные (в основном, калянус). К осени жирность рыб достигает 18—25 %. Питание наиболее интенсивно летом, по мере прогрева воды рыбы уходят на глубину. Наиболее жирны крупные старые особи, достигающие в длину 50 см и весящие до 0,9 кг. Но они крайне редки, хотя сельдь может жить до 19 лет. В Японском море преобладают рыбы длиной 24—38 см и массой 250—500 г.
Половая зрелость приходит на второй-третий год жизни. Икра клейкая, откладывается на подводные растения и камни на глубине 5—15 м. Развивается в условиях широкой вариации солёности и температуры воды. Во время штормов в районах больших колебаний уровня моря (Пенжинская и Гижигинская губы) огромные массы икры сельди море выбрасывает на берег, что отрицательно сказывается на численности популяции. Начинают нерест старшевозрастные группы. После вылупления мальки отходят от берега, хотя и на глубине молодь продолжает держаться отдельно от взрослых рыб.

## Ареал
Тихоокеанская сельдь распространена вдоль азиатского побережья от Корейского полуострова (36°40' с. ш.) до устья реки Лены в Восточной Сибири. Вдоль американского побережья вид распространён от моря Бофорта через Берингов пролив до залива Сан-Диего (Калифорния).

## Стада

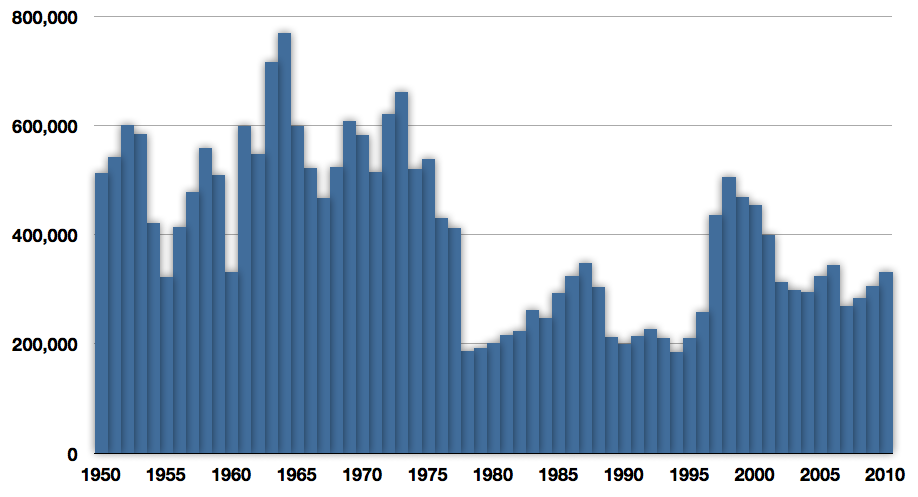
Мировые уловы тихоокеанской сельди в тоннах между 1950 и 2009 гг

Выделяют шесть локальных стад тихоокеанской сельди:
- Гижигинско-камчатское стадо
- Корфокарагинское стадо / Олюторская сельдь
- Сахалино-хоккайдское стадо
- Стадо заливa Петра Великого
- Охотское стадо
- Декастринское стадо

Японские исследователи выделяют морские и озёрные популяции. Озёрные сельди имеют укороченный жизненный цикл, небольшие размеры и массу, созревают рано, держатся у берега, нерестятся в опреснённых водах, мигрируют недалеко.